# 圣多默圣殿 (金奈)
圣多默圣殿（San Thome Basilica）是罗马天主教宗座圣殿，天主教马德拉斯暨迈拉布尔总教区的主教座堂，位于印度金奈（马德拉斯）。它由葡萄牙探险家兴建于16世纪，1893年由英国建筑师重建了目前这座哥特式风格的教堂。
传说耶稣的十二门徒之一圣多默于公元52年从以色列来到喀拉拉，并于公元72年殉道在金奈的圣多默山。 
1956年，庇护十二世将其升格为次级圣殿，2006年2月11日，印度主教团宣布为国家朝圣地。圣多默圣殿是印度基督徒的朝圣中心，并设有博物馆。

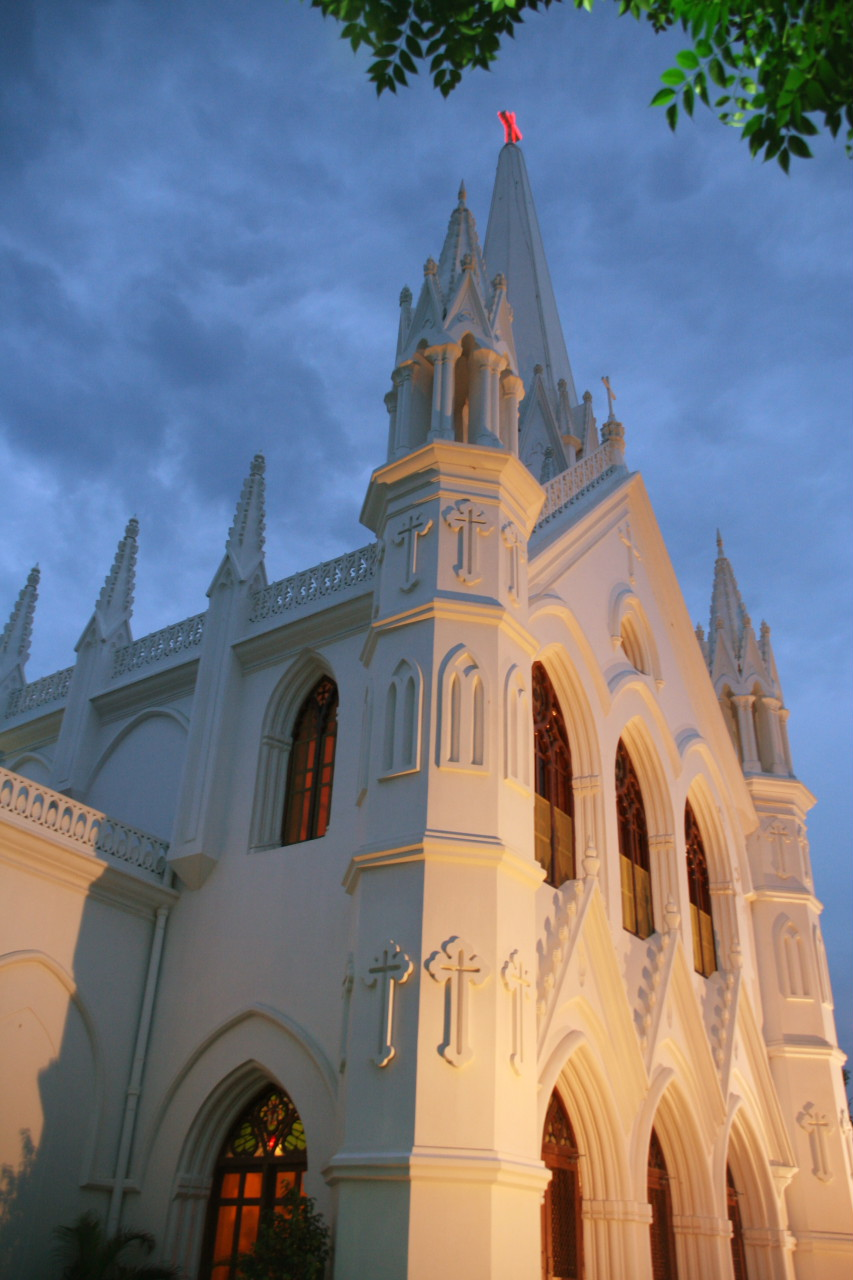
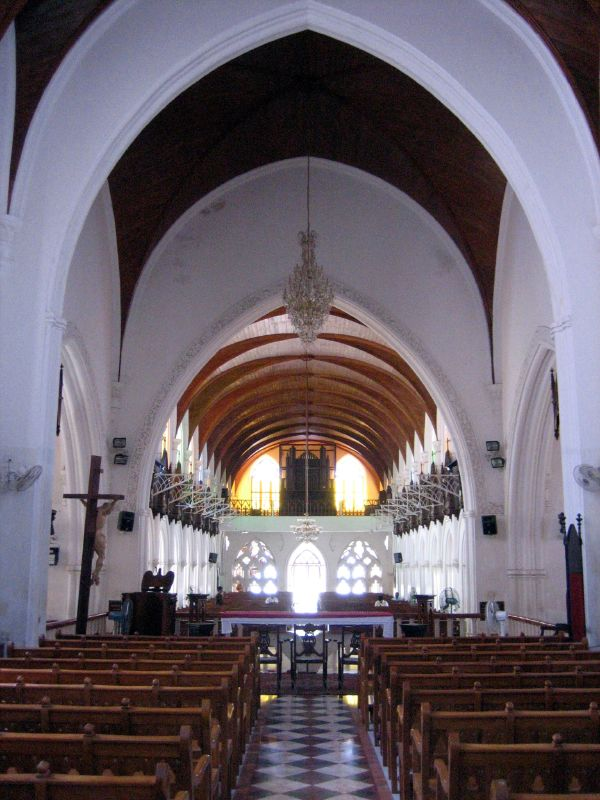
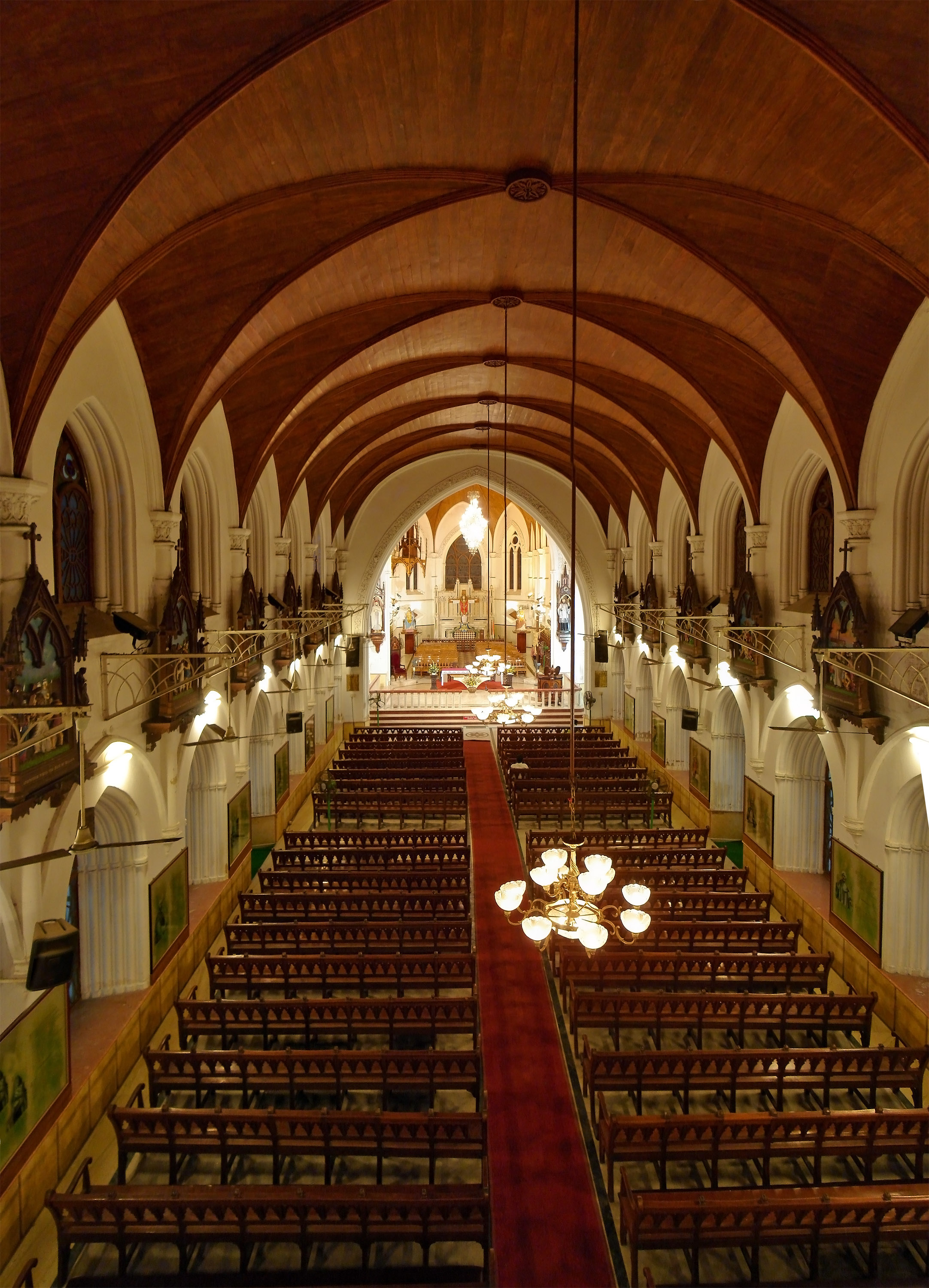
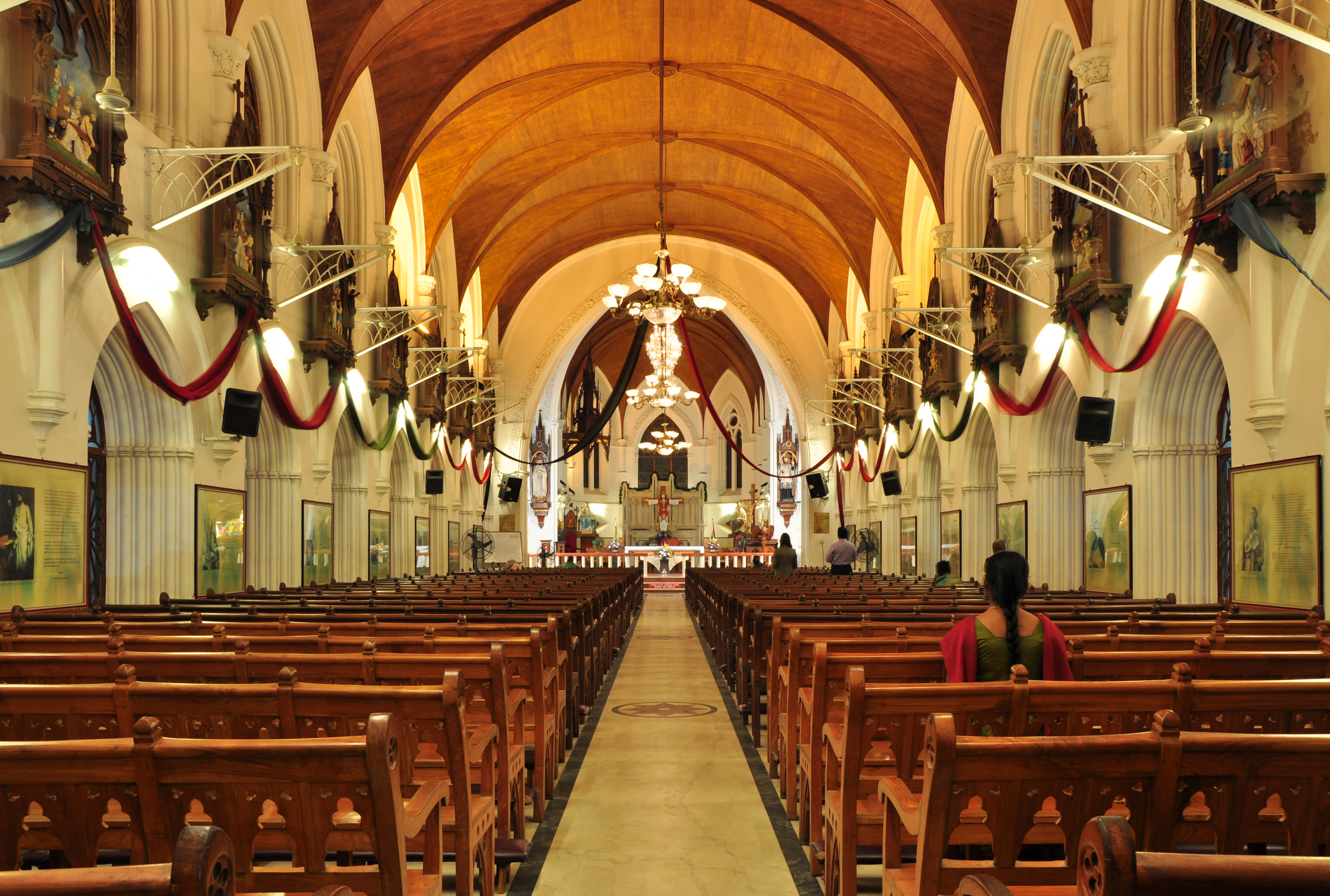